# Vasse River
Vasse River är ett vattendrag i Australien. Det ligger i delstaten Western Australia, omkring 190 kilometer söder om delstatshuvudstaden Perth.
Trakten runt Vasse River består till största delen av jordbruksmark. Runt Vasse River är det glesbefolkat, med 13 invånare per kvadratkilometer. Genomsnittlig årsnederbörd är 1 201 millimeter. Den regnigaste månaden är maj, med i genomsnitt 210 mm nederbörd, och den torraste är januari, med 9 mm nederbörd.